# Gustav Grubbe
Gustav Grubbe Madsen (Odense, 27 gennaio 2003) è un calciatore danese, difensore dell'Odense.

## Caratteristiche tecniche
Gioca come terzino destro.

## Carriera

### Club
Grubbe è cresciuto nel settore giovanile dell'Odense, dove ha debuttato il 5 maggio 2019 a soli sedici anni nell'incontro di Superligaen vinto 3-1 contro il Midtjylland.
Il 21 giugno 2019 è stato acquistato dal RB Lipsia che lo ha assegnato alla squadra Under-17. Con il club tedesco è rimasto per tre stagioni giocando anche con Under-18 e Under-19. Il 31 maggio 2022 ha fatto ritorno in Danimarca all'Odense.

### Nazionale
Ha giocato numerose presenze nelle varie nazionali giovanili danesi.

## Statistiche

### Presenze e reti nei club
Aggiornato al 28 febbraio 2024.
| Stagione        | Squadra         | Campionato      | Campionato | Campionato | Coppe nazionali | Coppe nazionali | Coppe nazionali | Coppe continentali | Coppe continentali | Coppe continentali | Altre coppe | Altre coppe | Altre coppe | Totale | Totale | Totale |
| Stagione        | Squadra         | Comp            | Pres       | Reti       | Comp            | Pres            | Reti            | Comp               | Pres               | Reti               | Comp        | Pres        | Reti        | Pres   | Reti   |        |
| --------------- | --------------- | --------------- | ---------- | ---------- | --------------- | --------------- | --------------- | ------------------ | ------------------ | ------------------ | ----------- | ----------- | ----------- | ------ | ------ | ------ |
| 2018-2019       | Odense          | SL              | 1          | 0          | CD              | 0               | 0               |                    | -                  | -                  |             | -           | -           | 1      | 0      |        |
| 2022-2023       | Odense          | SL              | 27         | 0          | CD              | 1               | 0               |                    | -                  | -                  |             | -           | -           | 28     | 0      |        |
| 2023-2024       | Odense          | SL              | 5          | 0          | CD              | 2               | 0               |                    | -                  | -                  |             | -           | -           | 7      | 0      |        |
| Totale carriera | Totale carriera | Totale carriera | 33         | 0          |                 | 3               | 0               |                    | -                  | -                  |             | -           | -           | 36     | 0      |        |

## Palmarès

### Club

#### Competizioni nazionali
- 1. Division: 1

Odense: 2024-2025